# Aulacofusus calathus
Aulacofusus calathus is een slakkensoort uit de familie van de Buccinidae. De wetenschappelijke naam van de soort is voor het eerst geldig gepubliceerd in 1919 door Dall.